# Nobili bugie
Pour plus de détails, voir Fiche technique et Distribution.
Nobili bugie est une comédie italienne réalisée par Antonio Pisu (it) et sortie en 2017.

## Synopsis
Pendant la Seconde Guerre mondiale, sur les collines dominant la ville de Bologne, une famille de nobles décadents survit à son déclin économique dans le seul endroit qu'elle possède encore : le domaine de Villa La Quiete. Le duc Pier Donato Martellini et la duchesse Romola Valli, fatigués et découragés, se fichent de la guerre et résident dans leur domaine avec leurs serviteurs réduits au minimum. Comme si cela ne suffisait pas, ils doivent s'occuper de leur fils Jean-Jacques, un quinquagénaire immature qui passe ses journées à composer des poèmes dédiés au FC Bologne.
La solution à tous les problèmes se présente à la villa par un après-midi ordinaire ; un homme et deux femmes en fuite leur demandent refuge ; ce sont des juifs, prêts à payer avec un lingot d'or pour chaque mois de séjour. La duchesse, après avoir accepté, fait tout ce qui est en son pouvoir pour étouffer dans l'œuf toute tentative des domestiques et de son mari de dérober le trésor aux invités et leur ordonne d'attendre que la famille « réfugiée » tienne sa promesse et donne autant de lingots que possible afin de leur donner une chance de racheter leurs biens mis en gage. Les lingots s'empilent et, alors que le duc et la duchesse entrevoient enfin une possibilité d'assainir définitivement leurs finances, la guerre prend fin. Terrifiés par la possibilité de perdre leur seule source de revenus, ils organisent des stratagèmes audacieux, des pantomimes et des subterfuges pour faire croire que le conflit n'est pas encore terminé, jusqu'à ce qu'un homme que les réfugiés connaissent bien se présente au domaine et change la donne.

## Fiche technique
- Titre original : Nobili bugie[1] (litt. « Nobles mensonges »)
- Réalisation : Antonio Pisu (it)
- Scénario : Antonio Pisu (it), Federico Tolardo
- Photographie : Dario Germani
- Montage : Paolo Marzoni
- Musique : Fio Zanotti (it)
- Décors : Nicola Rimondi
- Costumes : Annamaria di Iorio
- Maquillage : Regina Lunelli Pancaldi
- Production : Paolo Rossi Pisu
- Sociétés de production : Genoma Films (it)
- Pays de production :  Italie
- Langue originale : italien
- Format : Couleurs
- Durée : 100 minutes
- Genre : Comédie
- Dates de sortie : 
  - Italie : 28 avril 2017 (Festival international du film de Bari) ; 24 mai 2018 (sortie nationale)

## Distribution
- Claudia Cardinale : Romola Valli
- Raffaele Pisu : Pier Donato Martellini
- Giancarlo Giannini : Franco
- Ivano Marescotti : Beniamino
- Nini Salerno : Tommaso
- Tiziana Foschi : Giovanna
- Federico Tolardo : Federico
- Silvia Traversi : Stefania
- Paolo Rossi Pisu : Jean-Jacques

## Production
Premier long métrage de la société de production Genoma Films, fondée par Antonio Pisu et Paolo Rossi Pisu eux-mêmes, le film se déroule entièrement dans la Villa Quiete di Mezzana, une demeure historique de la ville de Sasso Marconi, dans la province de Bologne. Tourné en 2016 sous le titre La forza del destino, titre changé ensuite en post-production en Nobili bugie, le film comporte également des caméos du chanteur Gianni Morandi, du footballeur Franco Colomba et de l'animatrice de télévision Roberta Capua.